# 프레드릭 제임슨

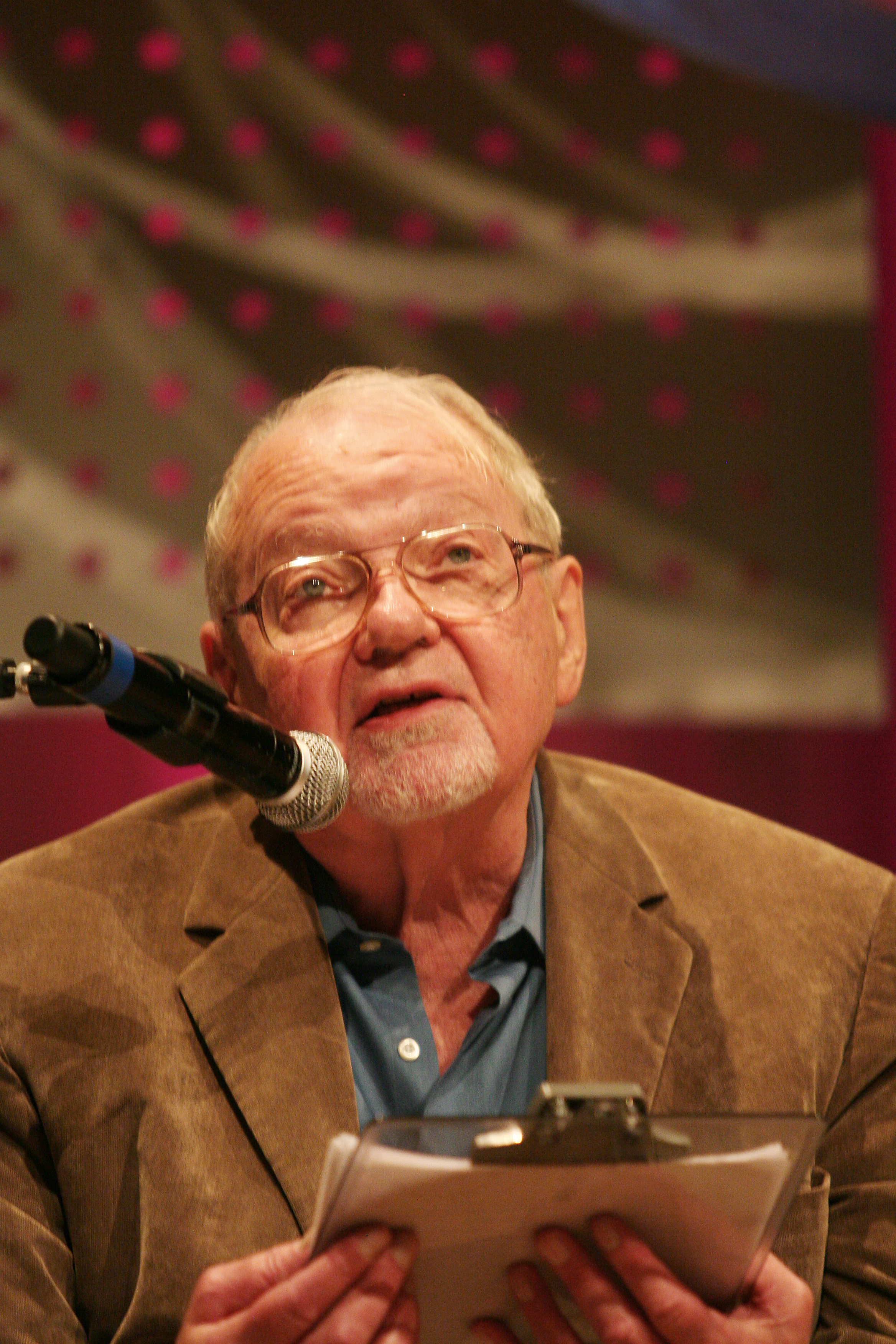

프레드릭 제임슨(Fredric Jameson, 1934년 4월 14일~2024년 9월 22일)은 미국의 문학 평론가, 철학자, 마르크스주의 정치 이론가이다. 그는 현대 문화 경향에 대한 분석, 특히 포스트모더니티와 자본주의에 대한 분석으로 가장 잘 알려져 있다. 제임슨의 가장 잘 알려진 책으로는 『정치적 무의식』 (1981), 『포스트모더니즘, 또는 후기자본주의의 문화논리』 (1991)가 있다.

## 삶과 작품
제임슨은 오하이오주 클리블랜드에서 태어나, 1950년에 Moorestown Friends School을 졸업했다.
1954 년에 해버퍼드 칼리지를 졸업한 후, 그는 잠시 유럽 여행을 했고, 엑상 프로방스, 뮌헨 및 베를린 등에서 공부했다. 그가 여기에서 구조주의 등의 대륙 철학의 발전을 알게 되었다.그는 다음 해에 미국으로 돌아와 예일 대학교에서 박사 학위를 취득했으며 그곳에서 Erich Auerbach 밑에서 공부했다.

### 초기 작품
제임슨의 작업은 사르트르의 저술 스타일과 그의 실존주의 철학의 정치적, 윤리적 입장 사이의 관계에 초점을 맞추었다.

### 마르크스주의에 대한 연구
사르트르에 대한 그의 관심은 제임슨을 마르크스주의 문학 이론에 대한 집중적인 연구로 이끌었다. 비록 마르크스가 미국 사회과학에서 중요한 영향을 미치고 있었지만, 제2차 세계대전에서 피난처를 찾은 많은 유럽 지식인들의 영향을 통해(예: 아도르노) 1950년대 후반과 1960년대 초반에 서구 마르크스주의는 여전히 미국 학계에서 크게 알려지지 않았다. :120
제임슨의 마르크스주의로의 전환은 또한 신좌파 및 평화주의 운동과의 정치적 연결 증가, 그리고 쿠바 혁명에 의해 이끌어졌다. 그의 연구는 비평 이론에 초점을 맞추었다. 케네스 버크, 루카치, 블로흐, 아도르노, 벤야민, 마르쿠제, 알튀세르, 사르트르와 같은 프랑크푸르트 학파의 사상가와 영향을 받은 이들은 문화 비평을 마르크스주의 이론의 필수적인 특징으로 여겼다.
정통 마르크스주의 이데올로기 관점은 문화적 "상부 구조"가 경제적 "기반"에 의해 완전히 결정된다고 주장한 반면, 서구 마르크스주의자들은 문화를 경제적 생산 및 분배 또는 정치적 권력 관계와 함께 역사적, 사회적 현상으로 비판적으로 분석했다. 그들은 문화가 헤겔의 내재적 비판 개념을 사용하여 연구되어야 한다고 주장했다. 철학적 또는 문화적 텍스트에 대한 적절한 설명과 비판은 텍스트 자체가 사용하는 것과 동일한 용어로 수행되어야 한다는 이론이다. 지적 발전을 가능하게 하는 방식. 맑스는 헤겔의 새로운 형태의 변증법적 사고의 발전에서 파생된 그의 초기 저작에서 내재적 비판을 강조했는데, 이는 제임슨이 언급한 것처럼 "자신의 부트스트랩에 의해 스스로를 강력하게 들어올리려고" 시도할 것이다.

### 서사와 역사
역사는 문학 텍스트의 읽기(소비)와 쓰기(생산) 모두에 대한 Jameson의 해석에서 점점 더 중심적인 역할을 하게 되었다. 제임슨은 『정치적 무의식 – 사회적 상징행위로서의 서사』(1981)의 시작 슬로건이 "항상 역사화"라는 출판으로 헤겔-맑스주의 철학에 대한 본격적인 헌신을 표명했다. 문학적 텍스트 자체가 아니라 그것이 지금 구성되는 해석적 틀을 그 대상으로 취한다. 그것은 문학적 서사에 관한 새로운 활동을 위한 선언문으로 등장한다.
이 책의 주장은 역사를 문학과 문화 분석의 "궁극의 지평"으로 강조했다. 그것은 구조주의 전통과 문화 연구에 대한 레이먼드 윌리엄스의 작업에서 개념을 차용하고 분석의 초점으로 노동(블루칼라든 지식인이든)에 대한 대체로 마르크스주의적 관점에 결합했다. 제임슨의 해석은 작가의 명시적 형식적 선택과 주제적 선택과 이를 이끄는 무의식적 틀을 모두 활용했다. 순전히 미학적인 용어로 일반적으로 간주되었던 예술적 선택은 역사적 문학적 관행과 규범의 관점에서 재구성되어 개별 창조적 주제로서 예술가에게 부과된 제약에 대한 체계적인 목록을 개발하려는 시도이다.
역사적 틀에서 예술적 생산을 지배하는 범주를 도출한 이 분석의 유일한 관련 요소로서의 역사의 설정은 대담한 이론적 주장과 짝을 이루었다. 예술적 생산양식이라는 개념을 중심으로 한 마르크스주의 문학비평을 문학을 이해하기 위한 가장 포괄적이고 종합적인 이론적 틀로 확립했다고 주장했다.

### 포스트모더니즘 비판
1984년 산타크루즈 캘리포니아 대학교에서 문학 및 의식사 교수로 재직하던 중 New Left Review 저널에 "포스트모더니즘, 또는 후기 자본주의의 문화적 논리"라는 제목의 글을 게재했다.  나중에 책으로 확장한 이 논쟁의 여지가 있는 글은 내러티브에 대한 그의 초기 작업에서 발전시킨 변증법적 관점에서 포스트모더니즘에 대한 일련의 분석의 일부였다. 제임슨은 포스트모던의 " 메타 서사에 대한 회의론"을 후기 자본주의적 생산 양식에 의해 부과된 지적 노동 조건에서 비롯된 "경험 양식"으로 보았다.
포스트모더니스트들은 "영역" 또는 삶의 분야(정치적, 사회적, 문화적, 상업적) 사이의 복잡한 분화, 그리고 각 분야 내에서 구별되는 사회 계급과 역할 사이의 복잡한 분화가 토대론과 사회의 위기에 의해 극복되었다고 주장했다.  이러한 현상이 모더니스트 프레임워크 내에서 성공적으로 이해되었거나 이해될 수 있었다고 주장하면서 이에 반대했다. 이러한 이해를 달성하지 못한 포스트모던의 실패는 사유의 변증법적 세련미의 갑작스러운 단절을 의미했다.
그의 견해에 따르면 포스트모더니티가 모든 담론을 미분화 전체로 병합한 것은 이전 모더니즘 시대에 최소한 부분적인 자율성을 유지했던 문화 영역이 새롭게 조직된 기업 자본주의에 의해 식민화한 결과였다.
포스트모더니즘에 대한 제임슨의 가장 잘 알려진 주장 중 두 가지는 포스트모더니티가 파스티슈와 역사성의 위기를 특징으로 한다는 것이다. 제임슨은 패러디(도덕적 판단이나 사회적 규범과의 비교를 의미함)가 파스티슈(규범적 근거가 없는 콜라주 및 기타 형태의 병치)로 대체되었다고 주장했다. 이와 관련하여 Jameson은 포스트모던 시대가 역사성의 위기를 겪고 있다고 주장했다. 신문과 우리 자신의 일상생활에서."
포스트모더니즘에 대한 제임슨의 분석은 그것을 역사적 근거로 보려고 시도했다. 따라서 그는 문화 현상으로서의 포스트모더니티에 대한 어떠한 도덕주의적 반대도 거부하고 "후기 자본주의의 문화적 진화를 변증법적으로 재앙과 진보를 모두 함께 생각하는" 헤겔의 내재적 비판을 계속 주장했다. 그러나 처음부터 포스트모더니즘을 단순히 무시하기를 거부한 것은 일부 마르크스주의 지식인들에 의해 포스트모더니즘적 견해에 대한 암묵적인 지지로 잘못 해석되었다.

## 같이 보기
- 변증법
- 변증법적 유물론
- 게오르크 빌헬름 프리드리히 헤겔
- 후기자본주의
- 사실주의 (문학)
- 문학이론
- 카를 마르크스
- 마르크스주의
- 모더니즘
- 정치의식
- 포스트모더니즘
- 유토피아